# Stora Rödskäret (vid Morgonlandet, Kimitoön)
Stora Rödskäret är en ö i Finland. Den ligger i Skärgårdshavet eller Norra Östersjön och i kommunen Kimitoön i den ekonomiska regionen  Åboland i landskapet Egentliga Finland, i den sydvästra delen av landet. Ön ligger omkring 74 kilometer söder om Åbo och omkring 130 kilometer väster om Helsingfors.
Öns area är 2,1 hektar och dess största längd är 230 meter i sydväst-nordöstlig riktning.